# 薔薇は美しく散る
「薔薇は美しく散る」（ばらはうつくしくちる）は、テレビアニメ『ベルサイユのばら』のオープニング主題歌である。山上路夫の作詞、馬飼野康二の作曲による。鈴木宏子が歌い、同曲のシングルは鈴木のデビューシングルとなった。

## オリジナル・シングル
鈴木宏子のシングル『薔薇は美しく散る』は、1979年11月1日にキティレコードから発売された。ジャケットイラストは、荒木伸吾が描き下ろしている。
表題曲は、後奏にアンドレ（志垣太郎）の台詞「ジュテーム! オスカル!!」が入っている。2011年10月開始のTBSの深夜番組『私の何がイケないの?』のオープニング・テーマに流用された。
シングルのカップリング曲「愛の光と影」は、『ベルサイユのばら』のエンディング主題歌である。放送初期は最後にアンドレの台詞が流れたが、22話以降は削除されている。

### オリジナル・シングル収録曲
- 両楽曲共に、作詞：山上路夫／作曲・編曲：馬飼野康二

1. 薔薇は美しく散る（3分22秒）
2. 愛の光と影（3分12秒）

## カバー
薔薇は美しく散る
- 歌手名表記なし - 1996年8月13日、アルバム『アニメdeぽん』に収録
- LAREINE - 2000年、シングル『薔薇は美しく散る/あの人の愛した人なら…』（後述）
- 北出菜奈 - 2006年、ミニアルバム『Cutie Bunny 〜菜奈的ロック大作戦♥コードネームはC.B.R.〜』に収録
- アニメタル - 2006年、アルバム『DECADE OF BRAVEHEARTS』に収録
- momo-i（桃井はるこ） - 2007年、アルバム『ファミソン8BIT STAGE2』に収録
- W.C.D.A. - 2011年、配信シングル「薔薇は美しく散る (HOUSE MIX)」
- 豊口めぐみ - 2012年、アルバム「新・百歌声爛II 女性声優編」に収録
- 海上自衛隊東京音楽隊、三宅由佳莉 - 2016年、アルバム『響け！ブラバン・ヒーローズ』及びベストアルバム『THE BEST ～DEEP BLUE SPIRITS～』
- 影山ヒロノブ - 2017年、配信シングル

## LAREINEのカバー・シングル
ヴィジュアル系ロックバンドLAREINEによる「薔薇は美しく散る」のカバーは、10枚目のシングル『薔薇は美しく散る/あの人の愛した人なら…』（ばらはうつくしくちる/あのひとのあいしたひとなら）にA面曲の1曲として収録された。このシングルは、2000年2月9日にソニー・ミュージックレコーズから初回限定盤（SRCL-4750）の3面デジパック仕様の形態と通常盤（SRCL-4783）が同時発売されている。初回限定盤はConnecteD対応。
初回限定盤のジャケットイラストには、池田理代子が描き下ろしたLAREINEの4人のカラーイラストが用いられている。池田はまた、表題曲にコーラスでゲスト参加している。

### LAREINE盤シングル収録曲
1. 薔薇は美しく散る [3:23] 
  - 作詞：山上路夫 - 作曲：馬飼野康二 - 編曲：LAREINE、藤太薰哉 - コーラス：池田理代子（ソプラノ）
2. あの人の愛した人なら… [5:08] 
  - 作詞・作曲：KAMIJO - 編曲：岩室晶子、LAREINE、藤太薫哉